# کوکوی برنزه کوچک
کوکوی برنزه کوچک (نام علمی: Chrysococcyx minutillus) یک گونه کوکو از خانواده کوکویان است که در جنوب شرق آسیا، گینه نو و شمال و شرق استرالیا یافت می‌شود، جایی که زیستگاه طبیعی آن جنگل‌های دشت نمناک نیمه‌گرمسیری یا گرمسیری است. این کوکو با ۱۷ گرم (۰٫۶۰ اونس) و ۱۵ سانتیمتر (۶ اینچ) کوچکترین کوکوی جهان است. گاهی به زیرگونه‌های rufomerus و crassirostris وضعیت خاصی داده می‌شود.